# Svatobořice-Mistřín
Svatobořice-Mistřín là một làng thuộc huyện Hodonín, vùng Jihomoravský, Cộng hòa Séc.